# Parafia Najświętszej Maryi Panny Wniebowziętej, św. Jana Chrzciciela i św. Jana Ewangelisty w Lwówku
Parafia Najświętszej Maryi Panny Wniebowziętej, św. Jana Chrzciciela i św. Jana Ewangelisty w Lwówku – rzymskokatolicka parafia w Lwówku, należy do dekanatu lwóweckiego archidiecezji poznańskiej. Została utworzona w XII wieku.